# Luxeed R7
Luxeed R7 - повнорозмірний електромобіль-кросовер, який випускає підрозділ Luxeed компанії Chery Automobile з 2024 року. 

## Історія та опис моделі
Luxeed R7 вперше був представлений у червні 2024 року. Після S7 це другий автомобіль бренду Luxeed. Стилістичні особливості були відтворені у широкому діапазоні.
Масивний кузов отримав круглі колісні арки, пологу лінію даху з чітко позначеною лінією заднього спойлера , а також велику широку світлову бленду, що з'єднує овальні абажури . У передній смузі переважали об'ємні, скошені біля нижнього краю фари, а ще однією характерною деталлю є висувні ручки дверей, сегмент радара біля краю лобового скла і засклений дах.

### Продажі
Продаж Luxeed R7 почалися в кінці 2024 року на внутрішньому ринку Китаю. Можливі продажі та інших країнах.

### Технічні характеристики
Luxeed R7 оснащується одним або двома електродвигунами . Базова комплектація оснащується електродвигуном потужністю 288 к.с, а топова комплектація оснащується двома електродвигунами потужністю 489 к.с. Завдяки акумулятору напругою 800 В автомобіль підтримує швидку зарядку з максимальним запасом ходу до 855 км за циклом CLTC.